# Mannophryne trinitatis
Mannophryne trinitatis (Garman, 1888) è un anfibio anuro, appartenente alla famiglia degli Aromobatidi.

## Etimologia
L'epiteto specifico è stato dato in riferimento all'isola di Trinidad dove è possibile trovarla.

## Distribuzione e habitat
È endemica di Trinidad e Tobago. Si trova nelle zone settentrionali e centrali dell'isola di Trinidad.

## Tassonomia
Prove morfologiche e cromosomiche supportano l'ipotesi che M. trinitatis sia limitata all'isola di Trinidad (Barrio-Amorós et al., 2006). La popolazione della Penisola di Paria, in Venezuela, è stata descritta come una specie diversa, Mannophryne venezuelensis (Manzanilla et al., 2007).